# فراریان کره شمالی
از زمان تقسیم کره پس از پایان جنگ جهانی دوم، مردم کره شمالی علیرغم مجازات قانونی به دلایل سیاسی، عقیدتی، مذهبی، اقتصادی، اخلاقی یا شخصی از این کشور فرار کرده‌اند. رژیم کره شمالی از این افراد به عنوان فراریان کره شمالی یاد می‌کنند. در کره جنوبی، جایی که فراریان اغلب به آنجا می‌آیند، از این افراد تحت عنوان «آوارگان شمالی» (کره‌ای: 탈북자، Talbukja) و «شهرک نشینان جدید» (새터민 , ساعتeomin) یاد می‌شود.
در طول قحطی کره شمالی در دهه ۱۹۹۰، تعداد فراریان افزایش یافت و در سال‌های ۱۹۹۸ و ۱۹۹۹ به اوج خود رسید. برخی از دلایل اصلی کاهش تعداد سربازان فراری، به ویژه از سال ۲۰۰۰، گشت زنی و بازرسی‌های سخت مرزی، نفی بلد و افزایش هزینه‌های فرار است. رایج‌ترین استراتژی فراریان کره شمالی عبور از مرز چین و حرکت به سمت استان‌های جیلین و لیائونینگ در شمال شرقی چین است. حدود ۷۶ تا ۸۴ درصد از فراریان مصاحبه شده در چین یا کره جنوبی از استان‌های شمال شرقی هم‌مرز با چین آمده‌اند.
فراریان معمولاً به دلیل اینکه چین متحد نسبتاً نزدیک کره شمالی است به کشور ثالث فرار می‌کنند. چین که تاثیرگذارترین شریک اقتصادی کره شمالی است، در حالی که این کشور چندین دهه تحت تحریم‌های سازمان ملل بوده، همچنین بزرگترین منبع کمک رسانی به این کشور محسوب می‌شده. چین برای جلوگیری از بدتر شدن روابط پرتنشش با شبه جزیره کره، از اعطای وضعیت پناهندگی به مهاجران کره شمالی خودداری می‌کند و آنها را مهاجران اقتصادی غیرقانونی می‌داند. اگر فراریان در چین دستگیر شوند، به کره شمالی بازگردانده می‌شوند، جایی که گروه‌های حقوق بشری می‌گویند که اغلب با بازجویی‌های سخت و سال‌ها مجازات یا حتی مرگ در اردوگاه‌های زندان‌های سیاسی (مانند اردوگاه پوکچانگ) یا در اردوگاه‌های بازآموزی (مانند اردوگاه چونگسان یا کمپ چونگوری) مواجه می‌شوند.

## جمعیت‌شناسی
از سال ۱۹۵۳، ۱۰۰۰۰۰ تا ۳۰۰۰۰۰ نفر از کره شمالی فرار کرده‌اند که بیشتر آنها به روسیه یا چین رفته‌اند. فقط در سال ۲۰۱۶ تعداد ۱۴۱۸ نفر پناهجو در کره جنوبی ثبت شد. تا سال ۲۰۱۷، ۳۱۰۹۳ فراری در وزارت اتحاد کره جنوبی ثبت شد که ۷۱ درصد از آنها زن بودند. از زمانی که کیم جونگ اون در سال ۲۰۱۱ قدرت را به دست گرفت تا سال ۲۰۱۸، این ارقام به‌طور چشمگیری کاهش یافت و به کمتر از هزار نفر در سال رسید، رقمی که در دوران اوج خود در سال ۲۰۰۹ بالغ بر ۲۹۱۴ مهاجر در سال بود.
پروفسور کورتلند رابینسون از دانشکده بهداشت عمومی بلومبرگ در دانشگاه جان هاپکینز تخمین زد که در گذشته تعداد کل ۶۸۲۴ و ۷۸۲۹ کودک از زنان کره شمالی در سه استان شمال شرقی چین متولد شده‌اند. اخیراً، نتایج نظرسنجی انجام شده در سال ۲۰۱۳ توسط جانز هاپکینز و مؤسسه اتحاد ملی کره (همچنین با نام KINU) نشان داد که حدود ۸۷۰۸ پناهجوی کره شمالی و ۱۵۶۷۵ کودک کره شمالی در همان سه استان شمال شرقی چین، یعنی جیلین، لیائونینگ و یانبیان و استان خودمختار کره سکونت دارند.
طبق گزارش‌ها، اکثر پناهجویان کره شمالی به دلایل اقتصادی کشور را ترک می‌کنند. بر اساس مطالعه ای که بر روی فراریان کره شمالی انجام شد، زنان اکثریت فراریان را تشکیل می‌دهند. در سال ۲۰۰۲، آنها ۵۶ درصد از فراریان به کره جنوبی (۱۱۳۸ نفر) را تشکیل می‌دادند و تا سال ۲۰۱۱، این تعداد به ۷۱ درصد (۲۷۰۶ نفر) افزایش یافت. بیشتر این زنان هستند که زنان شمال را ترک می‌کنند زیرا احتمال بالاتری دارد که از مشکلات مالی رنج ببرند. این به دلیل شیوع کار زنان در بخش خدمات است در حالی که مردان در ارتش استخدام می‌شوند. بر اساس داده‌های دولت کره جنوبی، ۴۵ درصد از فراریان دلایل اقتصادی برای جدایی خود ذکر کرده‌اند. به گزارش NK News، مردان به دلیل فشارهای سیاسی، ایدئولوژیکی یا نظارتی تمایل بیشتری به ترک کشور داشتند. در نیمه اول سال ۲۰۱۸، زنان ۸۸ درصد از فراریان به جنوب را تشکیل می‌دادند.

## مقصد

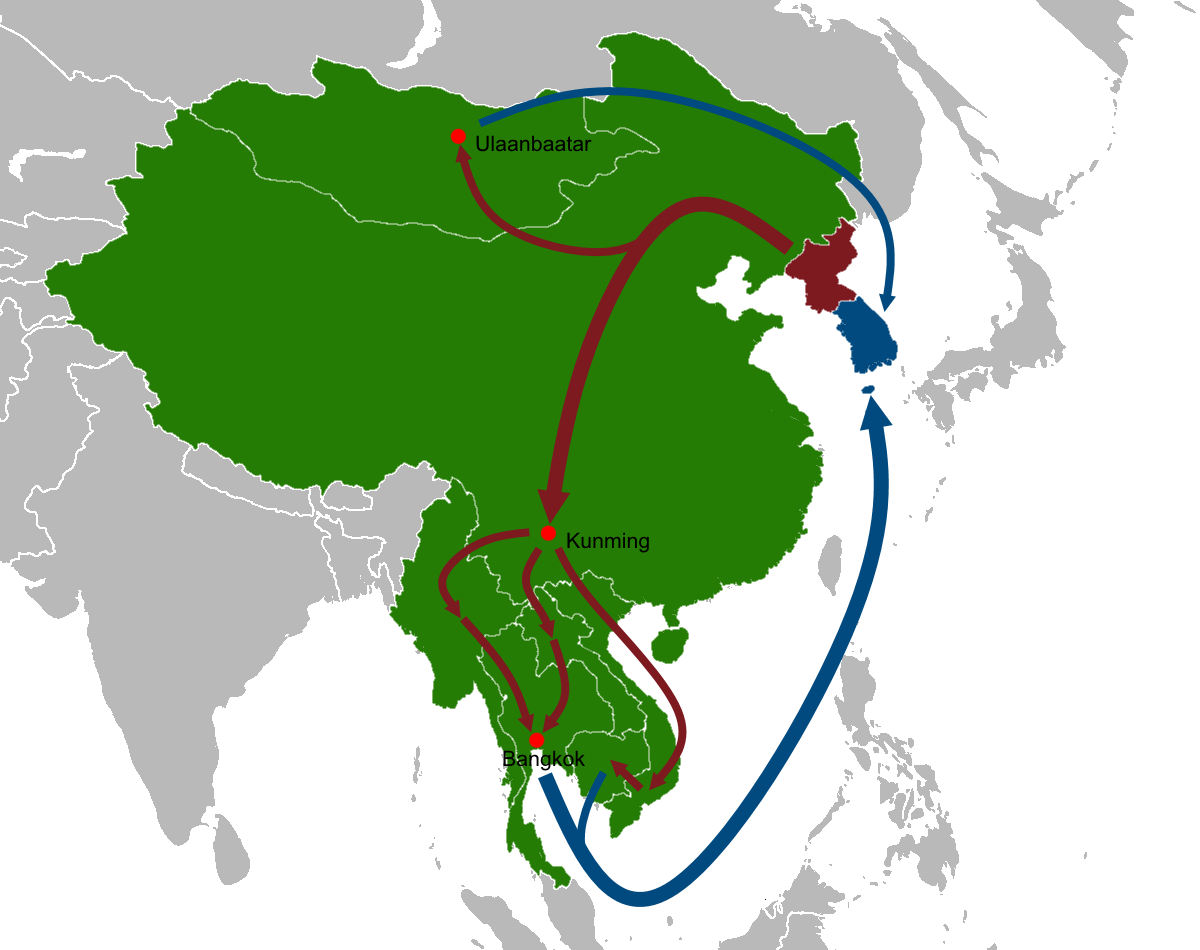
فراریان کره شمالی به کره جنوبی مسیرهای معمولی دارند که از چین و آسیای جنوب شرقی می‌گذرند.

### کره جنوبی
وزارت اتحاد کره جنوبی یک سازمان دولتی است که مسئول آماده‌سازی اتحاد مجدد بین کره شمالی و جنوبی در آینده است. مسئول روابط شمال و جنوب از جمله تجارت اقتصادی، دیپلماسی و ارتباطات و آموزش اتحاد مجدد است که شامل گسترش آگاهی در مدارس و در میان حوزه عمومی است؛ بنابراین، وزارت اتحاد اصلی‌ترین سازمانی است که با ایجاد فرآیندهای پذیرش و سیاست‌های اسکان مجدد، فراریان کره شمالی را در قلمرو کره جنوبی مدیریت می‌کند. همچنین دارای ارگان‌های فرعی منطقه‌ای به نام مراکز هانا است که به فراریان در زندگی روزمره خود برای انتقال آرام‌تر به جامعه کره جنوبی کمک می‌کنند. تعداد فراریان از جنگ ۱۹۵۰–۱۹۵۳ کره بیش از ۲۶۰۰۰ نفر است. فرارهای نظامی در سرتاسر منطقه غیرنظامی به شدت مستحکم (DMZ) تعداد کمی هستند و از سال ۱۹۹۶ تنها ۲۰ سرباز جدا شده‌اند.

## سازگاری روانی و فرهنگی
جداشدگان کره شمالی پس از اسکان مجدد با مشکلات جدی مرتبط با سازگاری روانی و فرهنگی مواجه می‌شوند. علت آن عمدتاً به دلیل شرایط و محیطی است که مردم کره شمالی در زمانی که در کشور خود زندگی می‌کردند با آن مواجه بودند و همچنین ناتوانی از در درک کامل فرهنگ، قوانین و روش‌های زندگی جدید در کره جنوبی است.
مشکلات در سازگاری اغلب به شکل اختلال استرس پس از سانحه (PTSD) است که اساساً یک اختلال روانی محسوب می‌شود که پس از تجربه یک رویداد آسیب‌زا در فرد ایجاد می‌شود. در مورد کره شمالی، حوادث و تجربیات آسیب‌زا شامل وحشیگری رژیم، قحطی، فشار ایدئولوژیک، تبلیغات، مجازات‌های سیاسی و غیره است.
برخی از مطالعات ارتباط مستقیم بین بیماری جسمی و PTSD  را نشان داده‌اند. PTSD به عنوان توضیحی برای ارتباط بین قرار گرفتن در معرض تروما و سلامت جسمانی عمل می‌کند: PTSD به دلیل قرار گرفتن در معرض تروما منجر به بدتر شدن وضعیت سلامت جسمانی می‌شود. علائم مرتبط با PTSD شامل خاطرات آزاردهنده یا رویاهای مربوط به وقایع آسیب زا، اضطراب، پریشانی ذهنی یا جسمی، تغییر در شیوه‌های تفکر است. افسردگی نوع متداول PTSD است که در میان فراریان کره شمالی و زنان مشهود می‌باشد.
بر اساس یک نظرسنجی، حدود ۵۶ درصد از فراریان کره شمالی تحت تأثیر یک یا چند نوع اختلال روانی هستند. ۹۳ درصد از جداشدگان کره شمالی که مورد بررسی قرار گرفتند کمبود غذا و آب و عدم دسترسی به مراقبت‌های پزشکی و در نتیجه بیماری مداوم را شایع‌ترین انواع تجربیات آسیب زا قبل از PTSD تشخیص دادند. چنین تجربیات آسیب زا تا حد زیادی بر شیوه‌های سازگاری فراریان کره شمالی در مکان‌های جدید تأثیر می‌گذارد. PTSD اغلب فراریان را از سازگاری در فرهنگ جدید و همچنین توانایی حفظ شغل و جمع‌آوری منابع مادی بازمی‌دارد.
رویدادهای آسیب زا تنها دلیلی نیستند که چرا مردم کره شمالی در سازگاری با شیوه جدید زندگی مشکل دارند. وو تیک جئون با ۳۲ فراری از کره شمالی که در کره جنوبی زندگی می‌کردند مصاحبه کرد و دریافت که سایر مشکلاتش برای سازگاری به PTSD مربوط نمی‌شود و عواملی مانند پارانوئید بودن فراری، طرز تفکر آنها، تعصب نسبت به جامعه جدید و ناآشنا بودن رخ می‌دهد. در بسیاری از موارد، به نظر می‌رسد که سربازان جدا شده از کره شمالی حتی در رژیم غذایی، به راحتی نمی‌توانند خود را با روش جدید زندگی وفق دهند. طبق تحقیقات انجام شده توسط انجمن تغذیه کره، مردم کره شمالی عادت داشتند روزانه تنها وعده‌های کوچکی از غذا را در کره شمالی صرف کنند، حتی زمانی که غذا و مواد غذایی فراوان به آنها داده می‌شود، به همان عادات خود ادامه می‌دهند.
سازگاری روانی و فرهنگی مردم کره شمالی با هنجارها و قوانین جدید موضوعی حساس است، اما راه حل‌هایی برای حل آن وجود دارد. به گفته یون، تلاش جمعی خود فراریان، دولت، سازمان‌های غیردولتی و سازمان‌های بشردوستانه و مذهبی می‌تواند به روان‍تر و کم دردسرتر شدن روند سازگاری کمک کند.
سازمان غیردولتی غیرانتفاعی Teach Korean Refugees (TNKR)، برای کمک به سازگاری پناهندگان با زندگی خارج از کره شمالی، پایگذاری شده‌است. طبق ادعای وب سایت آنها، مأموریت TNKR این است که پناهندگان کره شمالی را توانمند کند تا مسیر خود را از طریق آموزش، حمایت و پشتیبانی بیابند. تمرکز اصلی آنها کمک به پناهندگان کره شمالی در آماده شدن برای آینده خود و انتقال به زندگی خارج از کره شمالی با ارائه فرصت‌های یادگیری رایگان انگلیسی است. TNKR همچنین هر دو سال میزبان مسابقات سخنرانی عمومی انگلیسی برای پناهندگان کره شمالی است و انجمن‌های عمومی برگزار می‌کند تا گزارش‌های دست اولی از زندگی در کره شمالی، فرار از آن، و سازگاری در خارج از کره شمالی را ارائه دهد. TNKR در سال ۲۰۱۳ توسط کیسی لارتیگ جونیور و یونکو لی که در حال حاضر به‌طور مشترک این سازمان را اداره می‌کنند، تأسیس شد. لارتیگ جونیور و لی در سال ۲۰۱۷ یک سخنرانی مشترک در TEDx ارائه کردند که تاریخچه TNKR را بیان می‌کند و درس‌های عملی برای تبدیل جهان به مکانی بهتر ارائه می‌دهد.